# Ligne de Székesfehérvár à Komárom
La ligne de Székesfehérvár à Komárom ou ligne 5 est une ligne de chemin de fer de Hongrie. Elle relie Székesfehérvár par la gare de Székesfehérvár à Komárom à la frontière avec la Slovaquie par la gare de Komárom. Elle dessert l'Ouest du pays, notamment les villes de Mór et Kisbér.